# Eriotortrix
Eriotortrix is een geslacht van vlinders van de familie bladrollers (Tortricidae).

## Soorten
- E. iresinephora Razowski, 1988
- E. ispida Razowski, 1988